# Zawodzie (przystanek kolejowy)
Zawodzie – zlikwidowany w 1973 roku przystanek osobowy w Wykrocie na linii kolejowej Myszyniec – Kolno, w powiecie ostrołęckim, w województwie mazowieckim, w Polsce.